# Route nationale 15 (Burkina Faso)
Pour les articles homonymes, voir Route nationale 15.
La route nationale 15 (RN 15) est une route du Burkina Faso allant de Pouytenga à Ouahigouya en passant par Kongoussi. Sa longueur est de 320 km.

## Historique
Issue de la route coloniale datant de 1945, la RN 15 en latérite voit sa portion initiale de 22 km allant de Sapaga à Kalwartenga bitumée et aménagée (la conduite des travaux est assurée par la Société Naré et frères) à la fin de l'année 2019, avec la perspective de poursuivre cet aménagement jusqu'à Boulsa dans l'année suivante.
Le tronçon entre Séguénéga et Ramsa (voire Nongofaire) est fréquemment inondée par les débordements du lac du barrage de Guitti situé sur le Nakembé, entrainant des coupures de la circulation (entre Kongoussi et Ouahigouya) et d'importants dégâts sur les infrastructures,.

## Tracé
- Route nationale 4 depuis Sapaga
- Pouytenga
  - Kalwartenga
  - Pissi
  - Nièga
  - Boulsa
  - Bonam
  - Boala
  - Pibaoré
  - Niangré-Tansoba
  - Oualogotenga
  - Forgui
  - Dahisma
- Kaya
  - Koutoula-Yarcé
  - Zorkoum
  - Dem
  - Niangado
  - Basnéré
- Kongoussi
  - Rissiam
  - Loagha
  - Tikaré
  - Ansouri
  - Manegtaba-Mossi
  - Kossouka
  - Sampèla
  - Séguénéga
  - Koumbranga
  - Tougouya
  - Ramsa
  - Nongofaire
  - Kao-Peulh
  - Lougouri
- Ouahigouya (jonction à la route nationale 2)